# Cladosarsia
Cladosarsia is een geslacht van neteldieren uit de  familie van de Corynidae.

## Soorten
- Cladosarsia capitata Bouillon, 1978
- Cladosarsia gulangensis Xu & Huang, 2006
- Cladosarsia minima Bouillon, 1978
- Cladosarsia quanzhouensis Huang, Xu, Lin & Qiu, 2008